# خوسيه لويس سالديفار
خوسيه لويس سالديفار (بالإسبانية: José Luis Saldívar)‏ هو لاعب كرة قدم ومدرب كرة قدم مكسيكي في مركز الوسط، ولد في 8 مارس 1954 في سيوداد فيكتوريا في المكسيك، وتوفي في 20 أغسطس 2014 في ليون في المكسيك بسبب نوبة قلبية. لعب مع نادي مونتيري.